# Kalabakan

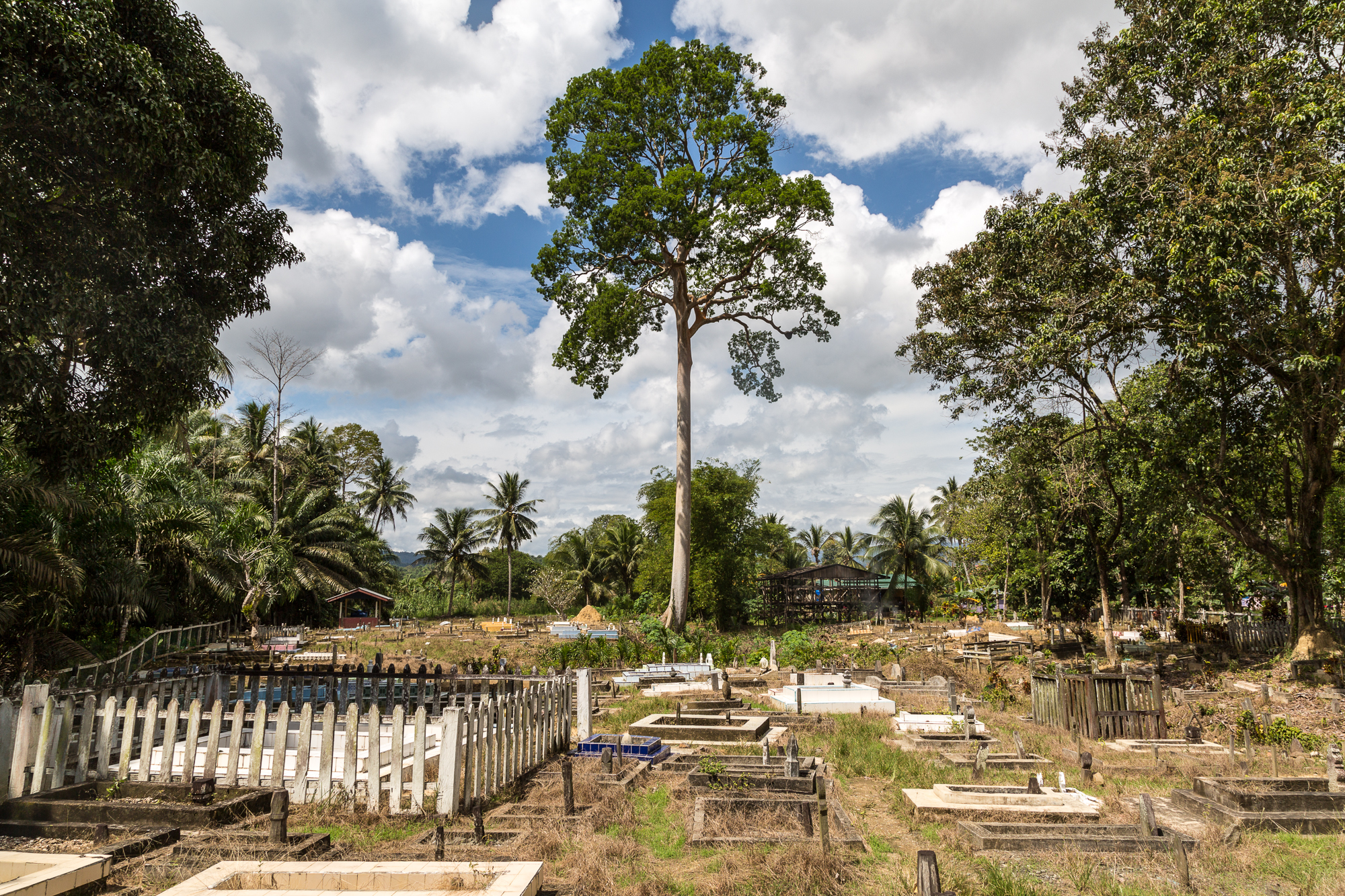
Der bee tree (Bienenbaum) auf dem muslimischen Friedhof

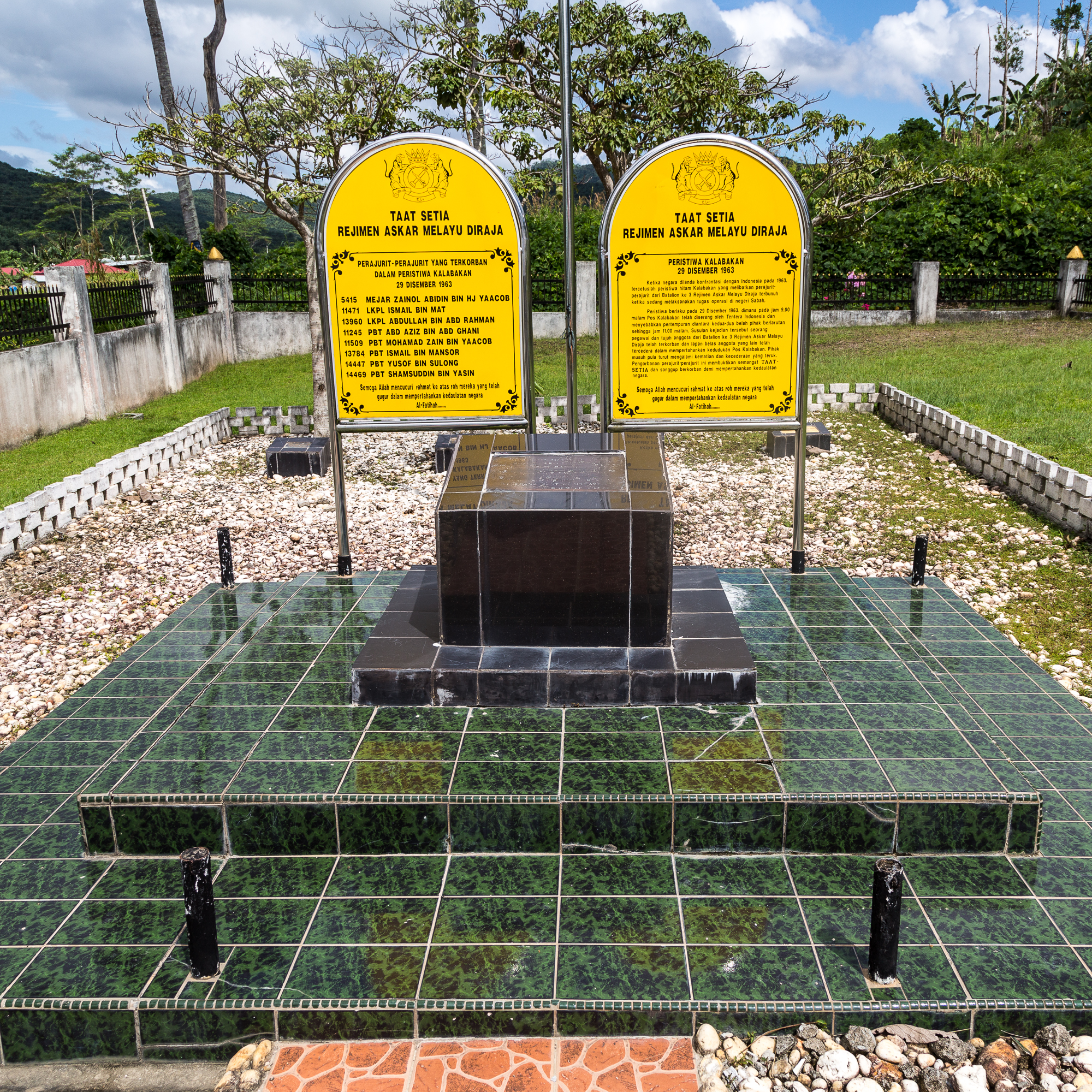
Das Konfrontasi-Denkmal in Kalabakan (Tugu Peringatan Kalabakan)

Kalabakan ist eine Kleinstadt im malaysischen Bundesstaat Sabah. Kalabakan liegt am Sungai Kalabakan, 85 Kilometer Luftlinie westlich von Tawau. Die Kleinstadt gehört zum Verwaltungsbezirk Tawau und ist Teil des Gebietes Tawau Division.

## Infrastruktur
Kalabakan ist über eine gut ausgebaute Asphaltstraße an Tawau angebunden
Die Infrastruktur der Kleinstadt befindet sich auf einem sehr niedrigen Stand. So gibt es weder ein Krankenhaus noch eine kommunale Wasserversorgung. Strom ist über dieselbetriebene Generatoren verfügbar.

## Konfrontasi
Mitte Dezember 1963 schickte die indonesische Seite eine Kommandoeinheit, bestehend aus 128 Freiwilligen und 35 regulären Soldaten, in das Grenzgebiet zu Malaysia. Ziel der Operation war, zunächst Kalabakan einzunehmen und dann auf Tawau und Sandakan zuzumarschieren. Am 29. Dezember stieß die Einheit auf ein Lager mit Soldaten des 3. Königlich-Malaysischen Regiments. Den Angreifern gelang es, mehrere Handgranaten in die Schlafquartiere der auf diesen Angriff völlig unvorbereiteten Soldaten zu werfen. Dabei wurden sieben Soldaten und der Kommandeur getötet und weitere 19 verwundet. Bewaffneten Polizeieinheiten gelang es schließlich, die Angreifer nach einem zweistündigen Gefecht nach Norden abzudrängen.
Eine Gedenkstätte am Ortseingang (Tugu Peringatan Kalabakan) erinnert an den Überfall auf Kalabakan und an die Männer, die bei der Verteidigung von Kalabakan gegen die indonesischen Eindringlinge am 29. Dezember 1963 ums Leben kamen: Major Zainol Abidin Bin Hj Yaacob, Ismail Bin Mat, Abdullah Bin Abd Rahman, Abd Aziz Bin Abd Ghani, Mohamad Zain Bin Yaacob, Ismail Bin Mansor, Yusof Bin Sulong und Shamsuddin Bin Yasin.